# 아르날도 포를라니
아르날도 포를라니(이탈리아어: Arnaldo Forlani, 1925년 12월 8일~2023년 7월 6일)는 이탈리아의 정치인으로 국방장관(1974~1976), 외무장관(1976–1979)을 거쳐 1980년 10월부터 1981년 5월까지 총리를 지냈다.
1925년 12월 8일 이탈리아 중부에 있는 페사로에서 태어났다. 우르비노 대학교에서 법학을 전공한 후 기독교민주당에 들어오면서 정계에 진출, 1958년 총선에서 처음 하원의원으로 선출됐다. 이후 1974년부터 1976년까지 국방장관, 1976년부터 1979년까지 외무장관을 지내는 등, 내각 요직을 두루 차지했다. 공직 이외에 1969년부터 1973년까지 기민당 서기장을 맡기도 했다. 1980년 10월부터 총리직을 맡게 됐지만 여러 정치 스캔들에 시달린 끝에 다음해 5월 물러나게 된다. 이후 1983년부터 1987년까지 베티노 크락시 밑에서 부총리직을 지냈으며, 1989년부터 1992년까지 다시 당 서기장을 맡게 됐다. 1990년 초반부터 이탈리아 정계에 몰아친 마니 풀리테 속에서 정치자금을 받은 사실이 드러나 1995년 징역 28개월 형을 선고받았다.